# ゆめタウン八代
ゆめタウン八代（ゆめタウンやつしろ）は、熊本県八代市に所在し、株式会社イズミが運営するショッピングセンターである。

## 概要
日本国内外の海運拠点だった八代港は、明治時代には近代的な港湾に生まれ変わり、それ以来港の周辺には製紙工場や酒造工場など多種の工場が進出し、八代市は南九州随一の工業都市として栄えた。「ゆめタウン八代」は、1890年（明治23年）に九州で初めて創業した浅野セメント（1947年に日本セメントに改称、現在の太平洋セメント）の工場跡地に2005年（平成17年）6月22日に開業した。
熊本県内では、2004年（平成16年）にオープンした「ゆめタウン光の森」に続く5店舗目の出店で、熊本県南部唯一の店舗である。駐車場は2,400台を収容し、八代地域では最大級である。また、2011年（平成23年）4月より近くの八代産交から八代IC間を結ぶバス路線が開設したのに併せ、バス利用者に対して駐車場の一部をパークアンドライド用として供用していた（約100台収容可）が、同年10月に路線が廃止されたため現在は使えない。

## 店舗
イズミ直営の売り場と、90の専門店から構成される。
- ゆめタウン八代・本館
  - 1階 ファッション・リビング・食料品のフロア
  - 2階 ファッション・本・フードコートのフロア
  - 3階・屋上 駐車場
- 別棟
  - ヤマダ電機 テックランド八代店
  - かっぱ寿司 八代店

### 主要テナント
出店テナントの一覧は公式サイトを参照。
| 1階 - スーパースポーツゼビオ - UNIQLO - リエジュ（宝石店） - X-SELL（インポートショップ） - Mac-House - メディカル・ワン（マツモトキヨシグループ、イズミ直営のドラッグストア） - スターバックスコーヒー - サーティワンアイスクリーム - 杵屋 - シャディサラダ館 - サンキューカット | 2階 - タツミヤ - 明林堂書店 - 新星堂 - ザ・ダイソー - メガネのヨネザワ - TAITO STATION - ABC-MART - auショップ - ソフトバンクショップ - ジュエルカフェ - モスバーガーファクトリー - 丸亀製麺 - おもちゃのあおき |

## 交通アクセス

### 自家用車
- 国道3号
- 熊本県道42号八代鏡線
- 熊本県道336号八代港線（八代臨港線）
- 九州自動車道八代インターチェンジより約20分

### 路線バス
産交バスにより運行されている。

#### 駅からのアクセス
八代駅から
- 4　八代産交行きに乗車、約15分。
- ■左1　みなバス左廻り 八代産交行きに乗車、約46分。
- ■右1　みなバス右廻り 八代産交行きに乗車、約17分。
- ■左2　まちバス左廻り 八代産交行きに乗車、約37分。
- ■右2　まちバス右廻り 八代産交行きに乗車、約17分。
- ■左3　ゆめバス左廻り ゆめタウン行きに乗車、約16分。
- ■右3　ゆめバス右廻り ゆめタウン行きに乗車、約19分。

新八代駅西口から
- ■左1　みなバス左廻り 八代産交行きに乗車、約37分。
- ■右1　みなバス右廻り 八代産交行きに乗車、約30分。

#### 当SCからの発着路線
- 4：松橋産交（東塩屋・八代市役所前・出町・八代駅前・宮地・八代IC前・宮原・小川橋・一軒屋（イオンモール宇城）経由）
- 4：八代産交
- ■左1 みなバス左廻り 八代産交（東塩屋・八代市役所前・本町緑地公園・出町・八代駅前・福正元町・上日置・新八代駅西口・労災病院前・臨港線・イオン八代ショッピングセンター・永碇・八代高校前・松江・検察庁・法務局・市博物館前・八代小学校入口・ゆめタウン経由）
- ■右1 みなバス右廻り 八代産交（八代小学校入口・検察庁・法務局・市博物館前・松江・八代高校前・永碇・イオン八代ショッピングセンター・臨港線・労災病院前・新八代駅西口・上日置・福正元町・八代駅前・出町・本町緑地公園・八代市役所前・東塩屋・ゆめタウン経由）
- ■左2　まちバス左廻り 八代産交（八代小学校入口・厚生会館前・八代市役所前・本町緑地公園・袋町・八代駅前・出町・八代東高校前・秀岳館高校前・市民球場前・古閑中町・田中北町・イオン八代ショッピングセンター・永碇・八代小学校入口・ゆめタウン経由）
- ■右2　まちバス右廻り 八代産交（八代小学校入口・永碇・イオン八代ショッピングセンター・田中北町・古閑中町・市民球場前・秀岳館高校前・八代東高校前・出町・八代駅前・袋町・本町緑地公園・八代市役所前・厚生会館前・八代小学校入口・ゆめタウン経由）※「総合病院前（旧：お城通）」バス停には停車しないので注意が必要。
- ■左3　ゆめバス左廻り ゆめタウン（八代三中前・麦島・旭中央・八代駅前・出町・本町緑地公園・八代市役所前・東塩屋・八代産交経由）
- ■右3　ゆめバス右廻り ゆめタウン（八代産交・東塩屋・八代市役所前・本町緑地公園・新町・八代駅前・旭中央・麦島・八代三中前経由）

## 周辺施設
- 八代港
- 八代市場
  - 肥後銀行 八代市場支店
- メルシャン 八代工場
- 産交バス八代営業所
- 新浜簡易郵便局
- 塩屋八幡宮
- 熊本日日新聞 八代支社
- スーパーセンタートライアル 八代店
- セブン-イレブン八代八幡町店

## 近隣のショッピングセンター
- イオン八代ショッピングセンター